# Caprorhinus fusiformis
Caprorhinus fusiformis är en insektsart som beskrevs av Henri Saussure 1899. Caprorhinus fusiformis ingår i släktet Caprorhinus och familjen Pyrgomorphidae. Inga underarter finns listade i Catalogue of Life.